# Flammehøvl
Flammehøvl eller Flammelistehøvl
Ordet stammer fra tysk flamm(leisten)hobel ODS angiver at ordet er "nu næppe brugt" (bindet er rentrykt 1922), men at det er en "høvl til at frembringe "flammer" i træ med", og med flammer forstås uensfarvet, at overfladen frembyder tegninger eller farvespil, der minder om flammer.
Hvad der menes med flammehøvl er derfor tilsyneladende usikkert. Det er ikke lykkedes at opspore fænomenet i nogen værktøjskataloger. Formentlig er der dog tale om en springlistehøvl (omtalt hos Norman 1954). En sådan er i brug på Nationalmuseets Konserveringsafdeling i Brede. Det er en rekonstruktion, fremstillet af Jan Brøndsted. Høvlen er taget under grundig behandling af Greber (1956). Flamme(liste)høvlen er udviklet i renæssancen eller den tidlige baroktid, hvor bølgede lister eller søjler kom på mode. Sådanne kunne fremstilles ved billedskæring, men er selvfølgelig langt lettere at lave "på maskine" – og flammehøvlen er mere en maskine end et egl. håndværktøj.
Det er så heldigt at vi kender opfinderen, en kunstsnedker og kolbemager ved navn Johann Schwanhardt (✝ 1612) der en overgang boede i Nürnberg hvor også høvlebænken blev opfundet. Opfinderen har ikke selv efterladt sig skriftligt vidnesbyrd, men tre forskellige, omtrent samtidige kilder, nævner ham som ophavsmand (jf. Greber 1956).
Værktøjet lader sig vanskeligt beskrive i få ord, men består i hovedsagen af et stativ hvori det profilerede høvljern er fastgjort, og i hvilket listen der skal høvles bevæges frem og tilbage under jernet. Emnet bringes til at bevæge sig i horisontal og/eller i vertikal retning ved hjælp at et håndsving på siden af stativet og et i toppen.
Selve udformningen kan være inspireret af Leonhard Danners 4,3 m lange og 30 cm brede "Profilleistenziehbank" fra 1665 (Greber 1956), se kelhøvl.

## Ekstern Henvisning
- Greber, Josef M: Die Geschichte des Hobels. Zürich 1956. Senere udgave: Repr. nach dem Orig. aus dem Jahre 1956. – Hannover : Schäfer, 1987. – 398 S. : Ill. – (Edition "libri rari"). – ISBN 3-88746-188-6
- Ordbog over det Danske Sprog
- http://www.baskholm.dk/haandbog/haandbog.html Arkiveret 16. september 2008 hos  Wayback Machine Træsmedens Håndværktøj
- Høvelens Historie,	G. A. Norman, Lillehammer, 1954